# Katarína Kucbelová
Katarína Balcarová Kucbelová (ur. 28 sierpnia 1979 w Bańskiej Bystrzycy) – słowacka poetka, pisarka, organizatorka wydarzeń kulturalnych, fundatorka nagrody literackiej Anasoft litera.

## Życiorys
Katarína Kucbelová urodziła się 28 sierpnia 1979 r. w Bańskiej Bystrzycy. Tam też ukończyła w 1997 r. gimnazjum im. A. Sládkoviča. W latach 1997–2002 studiowała scenariusz filmowy i telewizyjny oraz dramaturgię na Wydziale Filmu i Telewizji Wyższej Szkole Sztuk Scenicznych w Bratysławie. Studia doktoranckie ukończyła na Uniwersytecie Masaryka w Brnie. W latach 2002–2007 pracowała jako autor tekstów reklamowych, manager PR i manager projektów kulturalnych. W 2006 r. ufundowała słowacką nagrodę literacką Anasoft litera. Jest też organizatorką międzynarodowego festiwalu literackiego Ars litera w Bratysławie.

## Twórczość
Katarína Kucbelová w 2003 r. wydała pierwszy tom poezji Duály. W 2006 r. ukazał się kolejny Šport, który zawierał 23 wiersze. Wybrane utwory poetki zostały opublikowane w antologiach w Niemczech, Polsce, Słowenii i Wielkiej Brytanii. W 2012 r. była uczestniczką programu Visegrad Poetesse, w ramach którego gościła w Polsce. W 2017 r. została wybrana przez Międzynarodowy Fundusz Wyszehradzki jako rezydentka literacka w ramach projektu stypendialnego „Wyszehradzkie Rezydencje Literackie”. W 2019 r. wydała swoją pierwszą książę napisaną prozą Čepiec.

## Wybrane dzieła
- Duály, 2003
- Šport, 2006
- Malé veľké mesto, 2008
- Vie, čo urobí, 2013
- Čepiec, 2019
- Duály. Šport. Malé veľké mesto, 2020